# Православна церква України
Правосла́вна це́рква Украї́ни (ПЦУ) — християнська церква, найчисельніша православна церква в Україні за кількістю вірян. Одна з шістнадцяти автокефальних православних церков, п'ятнадцята в диптиху.[⇨]
Константинопольська православна церква визнає ПЦУ єдиною канонічною правонаступницею Київської митрополії, тоді як Католицька церква єдиною канонічною правонаступницею визнає УГКЦ[джерело?].
ПЦУ керується Святим Письмом та Священним Переданням, канонами Православної церкви, Патріаршим та Синодальним Томосом, Статутом і рішеннями власних статутних органів. Членами ПЦУ є православні християни України незалежно від їхнього походження. Оскільки, згідно з Томосом, межі канонічної території ПЦУ визначаються кордонами української держави, на православних українців за кордоном поширюється юрисдикція Вселенського патріархату. Кафедральний собор Православної церкви України — Михайлівський Золотоверхий собор у Києві.
Церкву утворено 15 грудня 2018 року на Об'єднавчому соборі українських православних церков,, шляхом реорганізації Київської митрополії, відновленої у складі Вселенського патріархату 11 жовтня 2018 року. Першим предстоятелем, митрополитом Київським і всієї України став Епіфаній (Думенко)[⇨].
Підписання та отримання томосу про автокефалію Православної церкви України відбулося 5—6 січня 2019 року в соборі святого Георгія, кафедральному соборі Вселенського Патріархату[⇨].
Надання томосу про автокефалію ПЦУ не визнала РПЦ (а також закордонні підрозділи РПЦ, зокрема РПЦ в Україні, РПЦ в Білорусі, РПЦ в Америці тощо). Такі дії РПЦ спричинили схизму з Вселенським патріархатом.
24 травня 2023 року Архієрейський собор у Трапезному соборі Києво-Печерської лаври ухвалив рішення про перехід з 1 вересня 2023 року на новоюліанський календар. Остаточне рішення затвердив Помісний собор 27 липня 2023 року.

## Історія

### Передумови самостійності українського православ'я

#### Заснування ПЦУ у 988 році: Київська митрополія
У 988 році в результаті хрещення Русі Володимиром Святославичем утворилася перша українська християнська церква з центром у місті Київ під назвою Київська митрополія. Після Берестейської унії 1596 року відбувся розкол в українському християнстві, яке розділилося на православних що не визнають першість Папи Римського (нині ПЦУ) та православних що прагнули об'єднання православ'я з католицизмом у єдину церкву (нині УГКЦ).

#### Анексія Київської митрополії Московським патріархатом у 17 ст.
Вселенський патріархат в особі його очільника, константинопольського патріарха Варфоломія, заявив, що «Константинополь ніколи не видавав дозволу передавати канонічні території Київської митрополії будь-кому, крім права хіротонії Київського митрополита в Москві на умовах його обрання соборно в Києві на місцевому Соборі та при безумовному згадуванні Вселенського Патріарха». Константинопольська Православна Церква вважає, що Московський патріархат, якому у 1686 році було надані деякі права, що стосувались адміністрування Київської митрополії, порушив їх. У 2018 році Вселенський патріархат Константинополя, з посиланням на аналіз ситуації богословськими істориками й каноністами, визнала грамоту Діонісія IV 1686 року не дійсною і всі надані Московському патріархату в минулому права на адміністрування Київської митрополії скасувала. На цій підставі та на прохання частини українського православ'я й українського уряду у 2018 році Київській митрополії (яка утворилась із духовенства УПЦ КП, УАПЦ та частини РПЦвУ) як частині Київської митрополії Вселенського патріархату Константинополя був наданий томос про автокефалію, який утворив Православну церкву України, та був обраний предстоятель Епіфаній з титулом Митрополит Київський і всієї України.
Перед обранням предстоятеля Православної церкви України патріарх Варфоломій надіслав листа до митрополита РПЦ в Україні Онуфрія (Березовського): «у формі ікономії та милості, ми повідомляємо Вас, що після виборів Предстоятеля Української Церкви органом, котрий складатиметься з кліриків та мирян, Ви не зможете еклізіологічно та канонічно носити титул Митрополита Київського, котрий, Ви все одно носите зараз у порушення описаних умов офіційних документів 1686 року». Це відобразилось у річникові Вселенського патріархату Константинополя, виданому вже після того, як Православна церква України отримала автокефалію: архієреї РПЦ в Україні названі в ньому лише за прив'язкою до місця перебування; наприклад, владика Онуфрій (Березовський) уже не згадується як митрополит Київський і всієї України, а названий «митрополитом у Києві». Увесь єпископат ПЦ в Україні у річнику Вселенського патріархату поміщений у списку єпископів Православної церкви Росії. Також патріарх Варфоломій зустрівся з Московським патріархом Кірілом й повідомив, що «Вселенський Патріархат вирішив використовувати всі шляхи, щоб вирішити питання надання автокефалії Українській православній церкві. Рішення було ухвалено в квітні. І [Фенер імплементує] це рішення» (згідно зі словами представника Варфоломія, митрополита Гальського Емануїла).
У рамках підготувань до надання автокефалії Православній церкві України Вселенський патріарх послідовно доводив, що має канонічне право на це рішення. Наприкінці вересня 2018 року Вселенський патріархат оприлюднив корпус документів, які підтверджують, що зв'язок Московського патріархату з територією історичної Київської митрополії тримався на порушенні православного канонічного права.

#### Спроби відвоювати Київську митрополію у Московського патріархату у 17—20 ст.

##### Визвольні змагання 1917—1921рр.
Українська революція 1917—1921 рр. актуалізувала прагнення створити самостійну православну церкву в Україні. Втім, спочатку, як зауважує Дмитро Дорошенко, «українська демократична інтеліґенція… не виявила належного зрозуміння для справи Православної церкви й для необхідности перетворити її в Національну Українську церкву». Подібні настрої демонстрували й більшість єпархіальних з'їздів, які відбулися у квітні-травні 1917 року. Лише деякі з них (Полтавський, Подільський, Волинський та Київський) висловилися про необхідність відроджувати церковну самобутність.
З часом проукраїнський православний рух, спочатку зорієнтований на вимоги соборноправності, автономії та українізації церковного життя, еволюціонував, вимагаючи також автокефалії православної церкви в Україні. Вже резолюція Всеросійського з'їзду духовенства та мирян (11—12 червня 1917 року, Москва), у якому брала участь українська фракція на чолі з І. Морачевським, наголошувала, що з утворенням незалежної Української держави має утворитися й незалежна православна церква. Також з'їзд підтримав скликання Всеукраїнського церковного собору.
Перші практичні кроки для вирішення канонічного статусу православної церкви в Україні були здійснені на III Всеукраїнському військовому з'їзді. Він прийняв резолюцію про автокефалію православної церкви в Україні, її відокремленість від держави й запровадження української мови як богослужбової. З'їзд також сформував Організаційний комітет зі скликання Всеукраїнського церковного собору.
Перша сесія цього Собору тривала з 7 до 23 січня 1918 року, коли її перервав наступ більшовиків на Київ. Проте впливу на загальну ситуацію та проблему юрисдикції православної церкви в Україні вона не мала.
Друга (літня) сесія Собору замість автокефалії проголосила автономію православної церкви в Україні, при цьому виключивши зі складу Собору Всеукраїнську церковну раду, що ініціювала скликання Собору. Міністр ісповідань Української Держави Василь Зеньківський планував поставити перед наступною сесію Собору питання автокефалії, й у випадку голосування проти, призначити нові вибори.
На третій (осінній) сесії виступав уже наступник Василя Зеньківського, Олександр Лотоцький, якого також не задовольняла ухвалена Собором обмежена автономія. Він задекларував, що «Українська церква має бути автокефальною під головуванням Київського митрополита та в канонічному зв'язку з іншими самостійними церквами», і наголосив на «не лише церковній, але й національній необхідності» такого рішення.
1 січня 1919 року Директорія проголосила декрет про автокефалію православної церкви в Україні. Уряд відправив у відрядження до Константинополя О. Лотоцького, але практично реалізувати декрет не було змоги через різноманітні політичні чинники й більшовицьку агресію. Звітуючи міністрові Іванові Огієнкові, О. Лотоцький підкреслював, що Константинопольський патріарх був обізнаний «і щодо фактичного становища автокефальної справи [в Україні], і щодо канонічних основ її», проте не збирався приймати позитивних для православної церкви в Україні рішень, «аж доки політичне становище [в Україні] не прибере сталости».
Дипломатична боротьба за автокефалію продовжилася й після поразки визвольних змагань. У червні 1930 року питання Томосу для православної церкви в Україні порушував Голова Ради Міністрів УНР в екзилі В'ячеслав Прокопович. Але смерть (як припускають деякі джерела, вбивства, вчинені ДПУ) діаспорян, активно залучених у процес перемовин, припинила реалізацію цього проєкту.

##### УАПЦ формації 1921 року
1919 року відновила свою діяльність Всеукраїнська православна церковна рада (голова ради — земський діяч Київщини Михайло Мороз; заступник — протоієрей Василь Липківський), заходами якої продовжувалася українізація церковного життя. Так, згідно з законом про відокремлення церкви від держави 9 травня 1919 року була зареєстрована перша українська парафія при Військовому Микільському соборі. Незабаром пройшла перша українська літургія у супроводі хору, що ним керував Микола Леонтович; постійні відправи українською мовою розпочалися на Страсному тижні 1919 року у трапезній церкві біля київського Собору св. Софії.
Саме Всеукраїнська церковна рада підготувала проведення Всеукраїнського православного собору (14—30 жовтня 1921 року). На ньому відбулося організаційне оформлення Української Автокефальної Православної Церкви. В ухвалених на цьому соборі «Канонах Української Православної Церкви» визнається право кожного народу на автокефальну церкву («громади або парафії… вільно з'єднуються в Церкви окремих народів… Ніякого підлягання Церкви окремого народу Церкві другого народу бути не повинно…») та наголошується, що православна церква в Україні внаслідок тривалого історичного розвитку «на ділі стала автокефальною».
Аналізуючи діяльність УАПЦ, історик Орест Субтельний виокремлює такі особливості її церковного життя: користування українською мовою замість церковнослов'янської як богослужбовою, осучаснення зовнішнього виду священників, дозвіл одружуватися, демократизація питання про самоврядування (принцип виборності поширювався на призначення єпископів і парафіяльних священників). Концепція соборноправності в УАПЦ певний час реалізовувалася через наявність у кожній парафії церковного суду, існування регулярних великих церковних соборів (які мали скликатися кожних п'ять років), а також двох щорічних соборів із широким представництвом кліриків і мирян.
Церква припинила існування в 1937 році внаслідок адміністративного тиску й терору (зокрема фізичного винищення кліру та активних вірних), що його здійснювала радянська влада.

##### Православ'я на території Польської Республіки
Після Першої світової та радянсько-польської війни значна частина західної України опинилася в складі Польської Республіки. Якщо на тих українських землях, які входили до Австро-Угорщини, православної церкви не було, то на землях Волині українське населення було православним. Крім українців значною верствою православних Польської Республіки стали білоруси (західна Білорусь теж увійшла до складу Польської Республіки).
У Польській Республіці залишилась стара структура єпархій Православної церкви Росії. Внаслідок радянсько-польської війни та боротьби з церквою в СРСР, зв'язки з Московським патріархатом були ускладнені, а сам патріархат знаходився під жорстким тиском радянських каральних органів. Це змусило православних єпископів Польщі Юрія (Ярошевського) та Діонісія (Валединського) звернутися, за посередництвом польського дипломатичного представника в Москві, до патріарха Тихона у справі надання автокефалії. Патріарх відмовився надати автокефалію, обмежившись призначенням єпископа Юрія патріаршим екзархом у Польщі з правами митрополита.
16 червня 1922 року відбувся Собор польських єпископів, який розглянув питання автокефалії та погодився на неї за умови, що польський уряд сприятиме визнанню церкви автокефальною з боку помісних православних церков. Також ієрархи звернулися по допомогу й підтримку до Константинопольського патріарха.
13 листопада 1924 року константинопольський Патріарх Григорій VII підписує «Патріарший і Синодально-Канонічний Томос Вселенського патріархату Константинополя про визнання Православної церкви в Польщі Автокефальною». Урочистості з цієї нагоди відбулися у Варшаві 16—19 вересня 1925 р., в них взяли участь представники церков Константинополя та Румунії, а також члени польського уряду. 17 вересня 1925 в присутності всього єпископату Польщі в митрополичому храмі святої Марії Магдалини відбулось урочисте зачитування патріаршого томоса. Томос зачитали грецькою, польською, російською та українською мовами, міністр віровизнань підніс митрополитові Діонісію як предстоятелю церкви другу панагію.

##### УАПЦ (1942)
1939 року — після пакту Молотова-Рибентропа, Західну Україну окупували радянські війська. Одразу після цього розпочались репресії НКВД щодо церкви. А московський патріархат розпочав активно підпорядковувати польську церкву Москві. На Волинь прибув патріарший екзарх, архієпископ Миколай Ярушевич, місцевих ієрархів змусили приїхати до Москви і скласти там заяву вірності Московському патріархату. На землях, що увійшли до складу СРСР, перебували п'ять ієрархів ППЦ. З них двоє — Полікарп (Сікорський) та Олександр (Іноземців) відмовились визнати зверхність московського патріархату.
1941 року — після окупації гітлерівською Німеччиною, на території України діяло дві православні церкви: т. з. «Автономісти» на чолі з архієпископом Олексієм (Громадським), що підпорядковувались московському патріархату, та православна церква Польщі. 18 серпня 1941 року в Почаївській лаврі архієпископ Олексій провів «обласний собор єпископів православної церкви в Україні» за участю владик Симона, Пантелеймона, Веніаміна, пізніше підтримали рішення синоду єпископи Антоній і Дамаскин. Вони й надалі визнавали себе частиною Православної церкви Росії з центром в Москві.
Протягом 1941 року митрополит Польської православної церкви Діонісій (Валединський) виступав за ліквідацію неканонічного розколу, який був створений за ініціативи радянської влади. Проте німецька влада вступила в контакт з «Автономістами» та сприяла їх діяльності.
У цей самий час рішенням митрополита Діонісія відновлено чотири українських єпархії: Поліська (Олександр), Луцька (Полікарп), Кам'янецька (Олексій) та Житомирська (на той час не мала владики). У планах митрополита Діонісія було провести об'єднання решти українських земель, що перебували під німецькою окупацією, в єдину церкву й створити автокефальну Українську православну церкву на ґрунті Томосу 1924 року. Але з огляду на неприхильне і вороже ставлення окупаційного режиму до українського руху взагалі і церковного зокрема плани не набули втілення.
Декретом від 24 грудня 1941 року митрополит Діонісій затвердив єпископа Полікарпа на посаду адміністратора «Православної Автокефальної Церкви на звільнених землях України» з наданням йому сану архієпископа.
Від цього бере свій початок існування Української Автокефальної Православної Церкви.
Свій канонічний статус юрисдикція архієпископа Полікарпа базує на зв'язку з митрополитом Діонісієм — першоієрархом помісної церкви визнаної всіма православними церквами (окрім РПЦ).
У вересні 1941 року в Києві створили Всеукраїнську православну церковну раду, що об'єднала відновлені парафії міста, зокрема дістали від міської влади дозвіл на відкриття Володимирського собору. У грудні того ж року до Києва прибув автономіст владика Пантелеймон Рудик, активна діяльність якого призвела до того, що більшість церков і всі діючі монастирі перейшли на бік автономної церкви, а автокефалісти залишилися з Андріївським собором та церквами на Солом'янці і Деміївці.
Для становлення нової ієрархії архієпископ Полікарп звернувся до архієпископа Поліського та Пинського Олександра (Іноземцева). У лютому 1942 року в Пінську архієпископи Полікарп і Олександр висвятили таких владик: Берестейський — Георгій (Кореністов), Чигиринський — Никанор (Абрамович), Уманський — Ігор (Губа).
З кінця 1941 року німецький окупаційний режим почав розправлятися з усіма проявами української національної активності, ліквідував Українську національну раду, газету «Українське слово», розстріляв склад редакції, до якого входила поетеса Олена Теліга. У межах цієї політики в лютому 1942 року окупанти заборонили діяльність Всеукраїнської православної церковної ради.
Лише в березні 1942 року до Києва змогли нарешті прибути два автокефальні єпископи Никанор та Ігор, проти яких одразу розвинув протестну діяльність автономний єпископ Пантелеймон. Німці офіційно зберігали нейтралітет, але насправді всіляко підтримували «автономістів».
9—17 травня 1942 з благословення митрополита Діонісія в Кафедральному Соборі Андрія Первозваного в Києві під головуванням архієпископів Никанора (Абрамовича) та Ігоря (Губи) відбулись висвячення нових єпископів УАПЦ:
- Фотія (Тимощука) (10 травня);
- Мануїла (Тарнавського) (11 травня);
- Михаїла (Хорошого) (12 травня);
- Мстислава (Скрипника) (14 травня);
- Сильвестра (Гаєвського) (16 травня);
- Григорія Огійчука (17 травня).

Також архієпископ Полікарп здійснив ще одну хіротонію:
- єпископа Геннадія (Киприкевича) (24 травня).

А архієпископ Никанор:
- єпископа Володимира (Мальця) (23 червня) та
- єпископа Платона (Артемюка) (2 серпня).

У міжчассі, 27 липня 1942 року, до УАПЦ приєднався митрополит Феофіл (Булдовський) із Харкова, який належав до Української соборно-єпископської церкви.
І на кінець, архієпископом Полікарпом була вчинена остання в 1942 році хіротонія:
- єпископа В'ячеслава (Лисицького) (13 вересня).

8 жовтня 1942 року до УАПЦ приєднався митрополит-«автономіст» Олексій ((дивись «Акт поєднання»)). Проте, у травні 1943 року дорогою із Кремінця в Дубно невідомі напали на автомобіль, в якому їхав митрополит Олексій, і вбили його. На місце покійного було обрано єпископа Дамаскина. Інші єпископи цієї — Симон, Пантелеймон, Веніамін, Анатолій — залишились в автономній церкві, та за допомогою німців не допустили до росту авторитету УАПЦ в Україні.
В 1943 році був висвячений один єпископ:
- єпископ Сергій (Охотенко) (1 серпня).

На Вербну неділю 1944 року у Варшаві відбувся собор єпископів УАПЦ, на якому митрополита Діонісія Валединського було проголошено «Патріархом всієї України». Проте наступ радянських військ на Україну та Польщу не дав змоги реалізуватися планам канонічного оформлення українського патріархату.
1944—1945 рр. — Україна була знову зайнята радянськими військами. Ті священники УАПЦ, що залишились в Україні були репресовані та знищені. Багато єпископів, рятуючись від переслідувань, переїхали до Західної Німеччини, згодом до США, Канади та інших країн, де очолили різні юрисдикції УАПЦ.

##### УАПЦ на чужині
Українська Автокефальна Православна Церква на чужині — церква, яку на еміграції очолила ієрархія канонічно визнаних священників на чолі з митрополитом Полікарпом.
Митрополит Полікарп, улітку 1945 року, скликав першу нараду Єпископів УАПЦ, котра відбулася 16 липня 1945 р. у м. Бад-Кіссінген. Було прийнято постанову надалі діяти як ієрархічний орган Української Автокефальної Православної Церкви на еміграції.
Спочатку резиденцією митрополита був Ганновер (Німеччина). Розвитку церкви заважали як внутрішні, так й зовнішні фактори. З одного боку православна церква Польщі, після встановлення у Польщі комуністичного режиму, «відмовилась» від автокефалії Константинопольського патріарха й прийняла «ласку» від Московського патріархату. З іншого боку, до складу УАПЦ були прийняті священники УАПЦ (1919) — т.з. «Липківського рукоположення», що дало привід противникам української церкви звинуватити її в «неканонічності».
Тим часом єпископи Автономної церкви, що перебували на еміграції увійшли до складу російської закордонної церкви, яку очолював митрополит Афанасій Грибановський.
У серпні 1947 року єпископ Григорій Огійчук зібрав у Ашаффенбурзі конференцію однодумців та осудив ієрархію УАПЦ за співпрацю з митрополитом Іваном (Теодоровичем). У відповідь митрополит Полікарп скликав там же Синод єпископів УАПЦ й осудив єпископа Григорія. Одночасно Синод направив архієпископа Мстислава (Скрипника) до США для вирішення питання канонічності свячення митрополита Теодоровича.
1949 року УАПЦ нараховувала приблизно 60 парафій, 20 000 вірних, 127 священників та 20 дияконів. Парафії у повоєнній Німеччині розвивали жваве церковне життя. У Мюнхені існували Богословський науковий інститут і Богословсько-педагогічна академія, де викладали видатні українські науковці й богослови.
27 серпня 1949 року митрополита Теодоровича висвятили згідно з канонами.
Після смерті митрополита Полікарпа в Парижі у жовтні 1953 р. його наступником став архієпископ Ніканор (Абрамович), що перебував у Карлсруе.
УАПЦ на чужині митрополита Никанора об'єднувала православні громади у Західній Європі, Австралії, невелику кількість громад у США, Канаді та Аргентині.
У 1969 році Українська Автокефальна Православна Церква в Європі перейшла під юрисдикцію Митрополита Української Православної Церкви в США Мстислава (Скрипника). Після його смерті у червні 1993 р. його наступником став Митрополит Української Православної Церкви в США Константин (Баган) з осідком у Саут-Баунд-Брук.
У юрисдикції Його Блаженства Митрополита Константина перебувала і надалі перебуває Українська Великобританська і Західно-Європейська Єпархія УАПЦ. Єпархію очолює Преосвященний Владика Андрій (Пешко) з титулом Єпископа Кратейського (висвячений 13 грудня 2005 у Чикаго і підпорядкований Митрополиту УПЦ в США Константину). Інтронізація Владики Андрія відбулася 12 лютого 2006 у Лондоні; він — наступник Архієпископа Іоана (Дерев'янки) з титулом Парнаського та дотогочасного керуючого єпископа Лондонського і Західно-Європейського.

##### Українські православні юрисдикції, що підтримували автокефалію в 1989—2018рр.
Відновлена 1989 року УАПЦ позиціонувала себе як «церкву Київської традиції, що будує своє життя на засадах автокефалії». Згідно з заявою архієрейського собору УАПЦ стосовно об'єднання українських православних церков, «життя Православної церкви в Україні має будуватися на засадах повної незалежності» та зі збереженням євхаристійного спілкування з іншими помісними православними церквами. У зверненні до патріарха Варфоломія від 26 серпня 2009 року архієреї УАПЦ «засудили ідеї відновлення російської православної цивілізації або інші секулярні цінності» як можливу основу для об'єднання українських православних юрисдикцій. Передостанній предстоятель УАПЦ митрополит Мефодій у своєму духовному заповіті закликав єпископат УАПЦ і далі поминати Константинопольського патріарха, підтримувати діалог з представниками інших православних юрисдикцій України щодо об'єднання, орієнтував церкву на синодальну модель управління (цю позицію реалізував Томос про автокефалію ПЦУ).
Історико-канонічна Декларація архієрейського Собору УПЦ КП проголошувала поміж іншим, що наявні всі умови для проголошення автокефалії православної церкви в Україні. З точки зору УПЦ КП, «право проголошення автокефалії, за наявності належних умов і підстав, однією з яких є відповідна державно-адміністративна незалежність, належить Собору церкви, яка проголошує свою автокефалію, а право першою визнати цю автокефалію належить Матері-церкві» (такою УПЦ КП вважала Константинопольський патріархат).
Ієрархи обидвох церков підписали звернення до Вселенського патріарха, прийняте до розгляду в квітні 2018 року. Як УАПЦ, так і УПЦ КП визнавали незаконним приєднання Київської митрополії до Московського патріархату.
Проавтокефальні настрої існували також у середовищі УПЦ Московського патріархату. Деякі клірики (наприклад, предстоятель УАПЦ Мефодій) та аналітики виокремлювали так зване проукраїнське крило УПЦ МП; одним із його медійних речників був Олександр (Драбинко), який заявив, що «альтернативи канонічній самостійності [української] церкви просто не існує», та заперечив можливість отримання автокефалії від Православної церкви Росії, що спричинило би фактичну ізоляцію від світового православ'я.

### Повернення Київської митрополії під контроль України: виникнення Православної церкви України

#### Події до Об'єднавчого собору
16 червня 2016 року, напередодні Всеправославного собору, Верховна Рада України ухвалила звернення до патріарха Варфоломія із проханням надати автокефалію православній церкві в Україні, подолати наслідки церковного поділу шляхом скликання об'єднавчого собору та визнати нечинним приєднання Київської митрополії до Московського патріархату. Звернення Верховної Ради підтримав СКУ.
Зрушення до практичних дій Константинополя відбулося навесні 2018 року. Після зустрічі з патріархом Варфоломієм президент України Петро Порошенко надіслав йому звернення з проханням про надання томосу. Його підтримала Верховна Рада та ієрархи УПЦ КП й УАПЦ. У комюніке за результатами квітневого засідання Синод Вселенського патріархату повідомив, що прийняв до розгляду звернення від української церковної та світської влади. Тому в травні 2018 року делегація, яка складалася з трьох митрополитів Вселенського патріархату, розпочала візити до помісних православних церков задля інформування про українську справу. Паралельно з цими подіями (згідно з розпорядженням єпископату) УПЦ Канади, яка належить до Константинопольського патріархату, молитовно підтримувала створення автокефальної православної церкви в Україні.
На відкритті архієрейського собору Константинопольської церкви (1 вересня 2018 року) патріарх Варфоломій виголосив доповідь, у якій згадав численні приклади того, як «Москва впродовж багатьох століть правувала Київською митрополією, православною церквою в Україні, без відома Константинополя». Наступного дня собор ухвалив, що Вселенський патріархат має повноваження надавати автокефалію іншій церкві без будь-яких узгоджень. Для взаємодії з українськими церковними ієрархами та світською владою (зокрема для підготування об'єднавчого собору) Вселенський патріарх призначив двох екзархів: архієпископа Памфілійського Даниїла (Зелінського) зі США та єпископа Едмонтонського Іларіона (Рудника) з Канади.
На засіданні, яке відбулося з 9 по 11 жовтня 2018 року, Синод Константинопольського патріархату підтвердив своє рішення про те, щоби розпочати надання автокефалії Православній церкві в Україні. Також Синод постановив відновити ставропігію Вселенського Патріарха в Києві, поновив «у своєму єпископському або священницькому сані» Філарета (Денисенка), Макарія (Малетича) (втім, не йшлося про їхнє поновлення в ранзі київського патріарха і митрополита відповідно) та «їхніх послідовників, які опинилися у схизмі не з догматичних причин», скасував «зобов'язання Синодального листа 1686 року, …який надавав у порядку ікономії право Патріархові Московському висвячувати Київського митрополита, обраного собором духовенства та вірян його єпархії» (синод нагадав, що навіть за тих умов Київський митрополит «мав згадувати Вселенського Патріарха як свого Першоієрарха за будь-яким богослужінням, проголошуючи та підтверджуючи свою канонічну залежність від Матері-церкви Константинополя»).
3 листопада 2018 року президент Порошенко та Патріарх Варфоломій підписали Угоду «Про співробітництво та взаємодію між Україною та Вселенським Константинопольським Патріархатом». Згідно з нею в Києві було засноване Представництво Вселенського патріарха, розташоване в Андріївській церкві. Перша архієрейська літургія Патріаршої Ставропігії в ній відбулася 13 грудня 2018 року.
На засіданні Священного Синоду Вселенського патріархату, яке відбулося 27—29 листопада 2018 року, окрім інших питань, обговорювався текст Томосу про автокефалію Православної церкви в Україні. Комюніке за результатами синоду згадувало про те, що створений проєкт статуту нової помісної церкви.

#### Об'єднавчий собор 15 грудня 2018 року
ПЦУ утворилася 15 грудня 2018 року на визнаному Вселенським патріархатом помісному соборі шляхом об'єднання українських православних юрисдикцій на ґрунті повної канонічної незалежності.

Українська православна церква Київського Патріархату та Українська автокефальна православна церква ухвалили участь в Об'єднавчому соборі на рівні архієрейських соборів. Для участі в Соборі зареєструвалися також два митрополити УПЦ (МП) — Олександр (Драбинко) та Симеон (Шостацький). 14 грудня, за день до проведення Собору, патріарх Константинопольський Варфоломій грамотою висловив їм підтримку і підтвердив, що санкції з боку УПЦ (МП) у стосунку до них не матимуть жодної канонічної сили. Після засідання синоду УПЦ (МП) 17 грудня 2018 року стали відомі імена й інших учасників помісного собору від УПЦ (МП): благочинний Вінницького району архімандрит Дорофей (Маркевич), протоієрей Петро Зуєв (голова відділу інформації Київської єпархії), протоієрей Богдан Гулямов (клірик Дніпропетровської єпархії) та протодиякон Ростислав Воробій.
На Соборі головував представник Вселенського патріархату митрополит Галльський Еммануїл (Адамакіс). Як гість участь у Помісному соборі брав п'ятий президент України Петро Порошенко.
Собор працював у закритому режимі та обрав предстоятелем ПЦУ митрополита Епіфанія, ректора та професора Київської православної богословської академії, колишнього митрополита Переяславського і Білоцерківського, Патріаршого намісника з правами єпархіального архієрея УПЦ КП.
Ввечері того ж дня Вселенський патріарх офіційно визнав результати Помісного об'єднавчого собору, привітав митрополита Київського і всієї України з обранням та запросив його на літургію і вручення томосу. А вже 16 грудня 2018 року диякон Вселенського Патріархату вперше в історії пом'янув предстоятеля Православної церкви України разом із очільниками інших церков, які входять до диптиху (переліку помісних автокефальних православних церков).
Після Об'єднавчого помісного собору в Києві розпочався процес переходу до ПЦУ численних православних громад і парафій України, які раніше декларували єдність із Московським патріархатом. Зміна юрисдикції деяких громад відбулася ще до отримання томосу про автокефалію.

#### Отримання томосу про автокефалію
Патріарх Варфоломій підписав томос про автокефалію ПЦУ 5 січня 2019 року в храмі святого Георгія на Фанарі, після спільного служіння літургії з митрополитом Епіфанієм. Цей пергамент виготовив чернець Лукас, каліграф і художник із монастиря Ксенофонт, що на Афоні.
Окрім визнання канонічно автокефальної та самоврядованої Православної церкви України («в межах політично сформованої і цілковито незалежної держави України»), Томос уконституйовує базові принципи управління та церковного життя, зобов'язує церкву отримувати миро від Константинопольської церкви, встановлює для всіх священнослужителів ПЦУ можливість апеляційного звернення до Вселенського патріарха, засвідчує права Фанару на екзархат і ставропігії в Україні. Документ закликає інші помісні православні церкви визнати Православну церкву України та згадувати її як «Святішу Церкву України».
Процес надання автокефалії Православній церкві України завершився 6 січня 2019 року. Під час спільного богослужіння в день Богоявлення (за новоюліанським календарем) Вселенський патріарх Варфоломій вручив обраному предстоятелем ПЦУ Епіфанієві митрополичий жезл і сувій із текстом Томосу.
- Зовнішній вигляд томосу про автокефалію ПЦУ
- Патріарх Варфоломій підписує томос про автокефалію ПЦУ
- Вселенський Патріарх вручає митрополитові Епіфанію пергамент із текстом томосу
- Різдвяна літургія, на якій був презентований томос про автокефалію ПЦУ
- Томос про автокефалію ПЦУ, 7 січня 2019 року
- Трансляція різдвяної літургії в Софії Київській на Софійській площі, 7 січня 2019 року
- Черга вірян, охочих оглянути томос про автокефалію ПЦУ

В Україні сувій із текстом Томосу урочисто представили 7 січня 2019 року під час різдвяної літургії в соборі святої Софії. Після богослужіння його перенесли до Малої Софії, колишньої трапезної церкви Софійського монастиря в Києві, де Томос певний час був доступний для загального огляду. 9 січня 2019 року в Стамбулі Томос підписали всі члени Синоду Вселенського патріархату, після чого документ повернувся до України.

### Інтронізація митрополита Епіфанія
Інтронізація Митрополита Київського і всієї України Епіфанія відбулась у соборі Святої Софії у Києві 3 лютого 2019 року. Церемонію провели митрополит Галльський Еммануїл (Адамакіс), колишній предстоятель УАПЦ Макарій (Малетич) і митрополит Вінницький і Барський Симеон (Шостацький). У церковні символи предстоятельського сану (хрест і панагії) митрополита Епіфанія облачили митрополит Черкаський і Чигиринський ПЦУ Іоан (Яременко), предстоятель УПЦ Канади Юрій (Каліщук) та очільник УПЦ в США Антоній (Щерба).

### Юридичне оформлення
30 січня 2019 року ПЦУ отримала офіційну реєстрацію. Згідно з ЄДР, юридична особа отримала назву «Релігійна організація „Київська Митрополія Української Православної Церкви (Православної Церкви України)“ (Київська Митрополія УПЦ (ПЦУ))». Органом управління юридичної особи є Митрополит Київський і всієї України; зараз цю посаду обіймає митрополит Епіфаній (Думенко Сергій Петрович).
27 липня 2019 р. на своєму черговому засіданні Священний Синод Православної Церкви України на виконання рішень Помісного Собору УПЦ Київського Патріархату (15 грудня 2018 р.) та Української Автокефальної Православної Церкви (15 грудня 2018 р.) про припинення діяльності релігійних об'єднань УПЦ КП та УАПЦ шляхом об‘єднання та приєднання до утворюваної Помісним Об‘єднавчим Собором Православної Церкви України — ухвалив необхідні процедурні рішення щодо припинення юридичних осіб «Київська Патріархія УПЦ Київського Патріархату» та «Патріярхія УАПЦ» шляхом приєднання до Київської Митрополії Української Православної Церкви (Православної Церкви України).
Для реалізації цих рішень утворили ліквідаційні комісії. 29 липня 2019 р. відповідні юридичні зміни внесли до Єдиного державного реєстру юридичних осіб. Від цього дня офіційним керівним органом «Київської Патріархії УПЦ КП» є ліквідаційна комісія у складі митрополита Черкаського і Чигиринського Іоана (голова), архієпископа Тернопільського і Кременецького Нестора, архієпископа Чернігівського і Ніжинського Євстратія, протоієрея Валерія Семанцо та протоієрея Петра Ландвитовича. Керівним органом «Патріярхії УАПЦ» є ліквідаційна комісія у складі архієпископа Житомирського і Поліського Володимира (голова), архієпископа Чернівецького і Хотинського Германа, протоієрея Віталія Даньчака. Будь-які заяви та дії від імені юридичних осіб «Київська Патріархія УПЦ КП» та «Патріярхія УАПЦ» іншими, не уповноваженими особами, є незаконними та не породжують юридичних наслідків. На першому для ПЦУ архієрейському соборі (14 грудня 2019 року) оголосили про завершення юридичної ліквідації двох попередніх церковних структур — УПЦ КП та УАПЦ і зафіксували правонаступництво, в тому числі щодо назв УПЦ КП та УАПЦ.

### Спроба ревізії рішень Помісного собору УПЦ КП 15 грудня 2018 року
20 червня 2019 року в київському Володимирському соборі за запрошеннями Філарета (Денисенка) пройшло зібрання деяких ієрархів, священників та мирян, які раніше належали до УПЦ КП. Подія відбулася на тлі конфлікту між Філаретом і предстоятелем ПЦУ Епіфанієм, який із часом вийшов у публічну площину.
Згідно з офіційною позицією Київської митрополії ПЦУ, відбулися «самовільні й позастатутні збори невизначеної групи неуповноважених осіб» «з метою виокремити з Православної Церкви України …нову структуру», які матимуть відповідні канонічні та юридичні наслідки для їхніх учасників. Учасники події ж позиціонували її як помісний собор.
На цьому зібранні був ухвалений документ, який визнає нечинним рішення Помісного собору УПЦ КП про саморозпуск. Автори ухвали вважають, що Київський патріархат досі існує та функціонує, маючи державну реєстрацію та предстоятеля — патріарха Київського і всієї Руси-України Філарета. Київському патріархатові, згідно з цим документом, належать закордонні парафії та єпархії, які належали до УПЦ КП до Об'єднавчого собору, «вс[і] кошт[и], вс[е] майн[о] (рухом[е] і нерухом[е]), придбан[е] за власні кошти, або передан[е] їй державними органами, або органами місцевого самоврядування, включаючи храми, монастирі, [навчальні] заклади та інше згідно договорів і угод… всі банківські рахунки…» Повторюється теза про те, що Томос про автокефалію узалежнив православну церкву в Україні від Вселенського патріархату.
За результатами зібрання Філарет (Денисенко) заявив, що його учасники обрали двох кандидатів у єпископи Київського патріархату, декларував існування в Україні трьох православних юрисдикцій, а також відмовився брати участь у засіданнях синоду Православної церкви України.
Через дії, пов'язані з рішеннями зібрання у Володимирському соборі та «спрямовані на розділення» ПЦУ й порушення її Статуту, ієромонаха Іллю (Зеленського) звільнили з посади настоятеля парафії у місті Барвінкове та заборонили священнослужіння на пів року, насельника Свято-Феодосіївського чоловічого монастиря ПЦУ архімандрита Андрія (Маруцака) — на три місяці, а протоієрея Василя Лесика заборонили в священнослужінні та звершенні таїнств і треб на пів року. Своїми указами митрополит Епіфаній тимчасово прийняв намісника Свято-Феодосіївського монастиря архімандрита Макарія (Папіша) та сам монастир у своє безпосереднє підпорядкування. Такі розпорядження пов'язані із тим, що владика Філарет намагався звільнити настоятеля, який відмовився брати участь у зібранні кліриків і мирян у Володимирському соборі, а також блокував рішення Священного синоду про реєстрацію єпархії у м. Києві в складі ПЦУ.
24 червня 2019 року Священний синод ПЦУ безпосередньо підпорядкував митрополитові Епіфанієві всі інші монастирі та парафії м. Києва, які до останнього Помісного собору УПЦ КП та Об'єднавчого собору перебували під юрисдикцією УПЦ КП. Як наслідок, Філарет (Денисенко) втратив права єпархіального архієрея, проте залишився в єпископаті ПЦУ. Натомість Іоасаф (Шибаєв) та Петро (Москальов) були виключені зі складу єпископату.
У зв'язку з ліквідацією УПЦ КП, поважним віком владики Філарета, а також його заслугами перед православною церквою в Україні, синод ПЦУ створив для нього релігійну організацію у формі місії в рамках ПЦУ, зберіг за ним право довічно проживати й використовувати комплекс будівель на вул. Пушкінській (м. Київ), а також здійснювати богослужіння у Володимирському соборі. Пізніше учасники першого архієрейського собору ПЦУ, що відбувся в Митрополичих палатах собору святої Софії, закликали владику Філарета до примирення й виходу з самоізоляції. З точки зору Православної церкви України хіротонії, звершені владикою Філаретом як архієреєм на спокої, здійснені в позастатутний спосіб.

### Помісний Собор 2023 року
Помісний Собор Православної Церкви України висловив подяку Богові та захисникам України, засудив російську агресію та вимагає від РПЦ припинити її підтримку, підтримав позицію Предстоятеля Церкви Митрополита Епіфанія, затвердив внутрішні церковні зміни та документи, висловив готовність до діалогу з УПЦ (МП) заради об'єднання, подякував Вселенському Патріархату за підтримку, звернувся до українського народу, затвердив Декларацію «Про негативне ставлення до гріха содомії (гомосексуалізму), його пропаганди у суспільстві, до гендерної ідеології і так званих одностатевих шлюбів (одностатевих співжиттів)».

## Керівництво

### Помісний собор
Найвищою церковною владою в Православній церкві України є зібрання кліру та мирян (Помісний собор), яке забезпечує принцип соборноправності, тобто колегіальності в управлінні. Митрополит Київський (як головуючий Помісного собору) та Постійний річний священний синод скликають Помісний собор регулярно, щоп'ять років. Статут передбачає також надзвичайне скликання Собору за бажанням предстоятеля церкви. Для виборів Митрополита Київського Помісний собор скликає місцеблюститель або наступний за старшинством архієрейської хіротонії єпархіальний архієрей.
Зібрання кліру та мирян (Помісний собор) має право ухвалювати Статут ПЦУ та вносити до нього зміни, а також затверджує зміни до Статуту, що їх вносить архієрейський собор. Крім того, Помісний собор обирає з трьох запропонованих архієрейським собором кандидатів Митрополита Київського.

### Архієрейський Собор
«Священний Архієрейський Собор» має скликатись предстоятелем ПЦУ в Києві, раз на рік (та надзвичайно кожного разу, коли той, хто має право його скликати), і складається з Митрополита Київського та усіх єпархіальних архієреїв України, канонічно обраних та рукопокладених та керуючих єпархіями. Священний Архієрейський Собор має кворум, якщо на ньому присутні Головуючий та принаймні 2/3 членів Собору. Членам Собору не дозволяється бути відсутніми на ньому або покидати Собор без поважної причини. Рішення Священного Архієрейського Собору приймаються простою більшістю голосів присутніх членів, за винятком випадків, коли вимагається кваліфікована більшість. У випадку рівного поділу голосів вирішальним голосом є голос Головуючого на Соборі.
15 грудня 2020 році Архієрейський собор звернувся до Держави Україна із проханням захищати релігійну спільноту і все суспільство від ворожого іноземного впливу та від намагань з-за кордону під виглядом релігійної діяльності втручатися у внутрішні справи України, руйнувати її через нав'язування неоімперської ідеології.

### Предстоятелі
Томос про автокефалію Православної церкви України визнає Митрополита Київського і всієї України канонічним її предстоятелем та першим у справах ПЦУ. Також документ забороняє зміну титулу предстоятеля ПЦУ без згоди Вселенського патріарха. Через Митрополита Київського і всієї України Православна церква України бере участь у міжправославних нарадах стосовно важливих питань догматичного, канонічного характеру тощо.

#### Митрополити Київські і всієї України (з 2018)
| № | Світлина | Ім'я (роки правління) | Біографія |   |  |                                 | |
| - | -------- | --------------------- | --------- | - |  | ------------------------------- | --- |
| № | Світлина | Ім'я (роки правління) | Біографія | 1 |  | Епіфаній (з 3 лютого 2019 року) | Перший предстоятель Православної церкви України. Випускник Київської духовної семінарії та академії. Доктор наук з богослов'я (2012), ректор (2010) і професор (2011) Київської православної богословської академії. Колишній митрополит Переяславський і Білоцерківський УПЦ КП, Патріарший намісник з правами єпархіального архієрея. |

### Священний синод
Священний синод Православної церкви України очолює митрополит Київський та всієї України, також до його складу (оновлюється повністю раз на рік у дві черги) входять єпархіальні архієреї. На час перехідного періоду лише дев'ять учасників Синоду змінюються на основі ротації раз на пів року, а також існують постійні члени синоду, представники трьох українських православних церков, які влилися до структури ПЦУ — наразі це Макарій (Малетич) та Симеон (Шостацький). Священний синод Православної церкви України засідає у Синодальній залі Митрополичого дому — Резиденції Предстоятеля Православної Церкви при Михайлівському Золотоверхому кафедральному соборі.

Станом на 4 березня 2025 року склад Синоду є таким:
| митрополит                                                                             |                  | митрополит                                | митрополит                      | митрополит                      | архієпископ                                 | єпископ                         |
| Епіфаній                                                                               |                  | Симеон²                                   | Іоасаф                          | Симеон                          | Афанасій                                    | Борис                           |
|                                                                                        | вакантне місце¹  |                                           |                                 |                                 |                                             |                                 |
|                                                                                        | з 15 грудня 2018 | 4 березня 2025 — 28 лютого 2026           | 4 березня 2025 — 28 лютого 2026 | 4 березня 2025 — 28 лютого 2026 | 4 березня 2025 — 28 лютого 2026             |                                 |
| митрополит                                                                             | митрополит       | митрополит                                | архієпископ                     | архієпископ                     | єпископ                                     |                                 |
| Макарій                                                                                | Володимир        | Нестор                                    | Матфей                          | Герман                          | Паїсій                                      |                                 |
|                                                                                        |                  | Ковальчук Олександр Леонідович - 0003.JPG |                                 |                                 | Єпископ_Житомирський_і_Овруцький_Паїсій.jpg |                                 |
| Предстоятель з 15 грудня 2018                                                          | з 15 грудня 2018 | 1 вересня 2024 — 31 серпня 2025           | 1 вересня 2024 — 31 серпня 2025 | 1 вересня 2024 — 31 серпня 2025 | 1 вересня 2024 — 31 серпня 2025             | 1 вересня 2024 — 31 серпня 2025 |
| ¹ повноваження почесного патріарха Філарета зупинено з 4 лютого 2020 ² секретар Синоду |                  |                                           |                                 |                                 |                                             |                                 |

### Синодальні управління
- Секретаріат Синоду — Симеон (Шостацький)[136]

Керівництво Управлінням зовнішніх церковних зв'язків ПЦУ, зважаючи на надзвичайну важливість цього напрямку, здійснює сам предстоятель ПЦУ. Його заступниками є архиєпископ Рівненський і Острозький Іларіон та архиєпископ Чернігівський і Ніжинський Євстратій.
Синодальне управління військового духовенства здійснює свою опіку військовослужбовців ЗСУ, НГУ, ДПСУ та інших. Приблизно 600 капеланів ПЦУ задіяні в допомозі військовим на сході України. Головою управління військового духовенства є Іоан (Яременко).
Головами інших синодальних управлінь, місій та інститутів є:
- Управління духовної освіти і богословської науки — Олександр Трофимлюк[137]
- Управління соціального служіння та благодійності — Сергій (Горобцов)[137]
- Управління взаємодії з молодіжно-патріотичними громадськими об'єднаннями — Нестор (Писик)[140]
- Управління у справах молоді — Федір (Бубнюк)[140]
- Управління недільних шкіл та катехізації — Макарій (Папіш)[124]
- Управління у справах сім'ї — священник Іван Гищук, клірик Київської єпархії[141]
- Видавничо-просвітницьке управління — протоієрей Богдан Тимошенко, клірик Київської єпархії (голова), священник Іван Сидор, клірик Київської єпархії (заступник)[141][142]
- Управління медичного капеланства — протоієрей Сергій Дмитрієв, клірик Київської єпархії[136]
- Управління у справах душпастирства у пенітенціарних закладах — Симеон (Зінкевич)[143]
- Православна місія допомоги жертвам порушення прав людини та особам, позбавленим волі — Климент (Кущ)[137]
- Інституту церковної історії — Димитрій (Рудюк)[140]

### Комісії
- Комісія з міжхристиянських відносин — Димитрій (Рудюк) (голова), Олександр (Драбинко) (заступник)[141]
- Комісія з питань монастирів та чернецтва — Михаїл (Зінкевич) (голова)[141]
- Комісія з питань канонізації святих — Симеон (Шостацький) (голова), Іларіон (Процик) (заступник), Гавриїл (Кризина) (заступник)[141]
- Богословсько-літургічна комісія — Євстратій (Зоря) (голова), Нестор (Писик) (заступник), Марк (Левків) (заступник), Борис (Харко) (заступник)[141]
- Статутна комісія — Епіфаній (митрополит Київський) (голова), Симеон (Шостацький) (заступник), Андрій (Абрамчук) (заступник), (заступник)[144]
- Календарна комісія — Олександр Трофимлюк[127]

### Єпископат
Станом на 2 листопада 2020 року єпископат Православної церкви України налічує 60 архієреїв — 17 митрополитів, 18 архиєпископів, 25 єпископів.

## Єпархії

### Єпархії на неокупованих територіях України
Єпархії Православної церкви України були затверджені на першому засіданні Священного синоду ПЦУ, що відбулося 5 лютого 2019 року у митрополичому будинку Собору святої Софії.
Якщо назви єпархій дублюються, їх називають за титулом правлячого архієрея. Випадки повного дублювання титулів, зокрема у єпархіях Вінницької області, були усунені: титул архиєпископа Вінницького і Брацлавського Михаїла з УПЦ КП було змінено на «Вінницький і Тульчинський» задля уникнення дублювання з титулом митрополита Вінницького і Брацлавського Романа з УАПЦ, титул єпископа Ужгородського і Закарпатського Кирила — на «Ужгородський і Хустський». Утім, у багатьох єпархіях збереглося часткове дублювання. Зокрема, троє архієреїв мають у своєму титулі слово «Вінницький» (окрім згаданих, це також митрополит Вінницький і Барський Симеон).
Перехід кліриків і парафій з однієї єпархії до іншої дозволяється лише за згоди обох єпархіальних архієреїв, засвідченої документально. В усіх інших випадках релігійні організації залишалися під юрисдикцією єпархій, у складі яких перебували станом на 15 грудня 2018 року, день проведення Об'єднавчого собору.
Унаслідок розподілу повноважень між єпископами та створення ще однієї єпархії (Переяславсько-Вишневської), станом на 14 грудня 2019 року, ПЦУ налічувала 44 єпархії в межах України (1 новостворена, з УПЦ КП — 30, з УАПЦ — 12 та з УПЦ МП — 1). Згідно з томосом, єпархії, екзархати і вікаріати, які перебувають поза межами України, мають перейти під юрисдикцію Константинопольського патріархату.
Розглядаючи визнання Православної церкви України, синод Православної церкви Румунії висловив сподівання, що церковна й державна влада в Україні гарантуватимуть мовну й етнічну ідентичність румунів України, забезпечать їм можливість організуватися й у зв'язку з цим синод ПЦУ утворив у липні 2019 року юридичну структуру Румунського вікаріату, структуру з правами самоуправління у складі ПЦУ, підпорядковану митрополитові Київському Епіфанієві. Однак станом на 2019 рік Румунський вікаріат був порожнім, оскільки більшість румуномовних парафій західної України наразі перебувають у Чернівецькій єпархії РПЦ в Україні й ще не перейшли до ПЦУ.

### Єпархії на окупованих Росією територіях України

#### Становище Донецької і Луганської єпархії ПЦУ в ОРДЛО
ПЦУ в Донецькій та Луганській областях, російська окупаційна влада, намагається знищити. У 2020 Донецька єпархія Православної церкви України (ПЦУ) подала звернення Департаменту нагляду щодо злочинів, вчинених в умовах збройного конфлікту за фактом порушення законів та звичаїв війни (ч. 1 ст. 438 КК України) на тимчасово окупованій території Донецької області окупаційною адміністрацією РФ та її незаконними збройними формуваннями. У зверненні зазначено про систематичне застосування бойовиками фізичного та психологічного насильства щодо мирян та духовенства ПЦУ, незаконне позбавлення волі священнослужителів, заволодіння майном релігійних громад, у тому числі будівлями храмів, здійснення перешкоджання в проведенні церковної служби в храмах тощо. Також у зверненні йдеться про те, що двоє священиків були викрадені учасниками незаконного збройного формування РФ, вивезені за межі населеного пункту та піддані фізичному насильству за організацію надання медичної допомоги пораненим українським військовослужбовцям.

#### Становище Кримської єпархії ПЦУ в тимчасово окупованому Росією Криму
Православну Церкву України в Криму, російська окупаційна влада, намагається знищити. Із 49 парафій (раніше УПЦ КП) ПЦУ, які були в Криму, залишилось лише 5 — інші зникли під тиском окупантів РФ.
Так званий «Євпаторійський міський суд» у листопаді 2019 року ухвалив рішення знести дерев'яний храм Православної церкви України в Євпаторії, будівництво якого було розпочато ще до окупації півострова Росією. У грудні 2019 року за результатами зустрічі, зініційованої архиєпископом Сімферопольським і Кримським Климентом, український уряд зобов'язався врегулювати права власності на кафедральний собор святих рівноапостольних Володимира та Ольги, підтримувати супровід персональних скарг кримських парафіян ПЦУ до міжнародних судових інстанцій і розробити законопроєкт, який урегулював би майнові права на тимчасово окупованому півострові, і розробити відповідну постанову Кабінету міністрів. У березні 2020 року Кабінет міністрів розробив постанову згідно з якою Кафедральний собор святих рівноапостольних князя Володимира та княгині Ольги у Сімферополі тимчасово перейде з комунальної власності Автономної Республіки Крим на період окупації АРК у державну власність.
23 липня 2020 року митрополит Кримської єпархії ПЦУ Климент отримав від російські окупантів постанову про знесення храму в Євпаторії.
У листопаді 2020 році Митрополит Климент (Кущ) отримав від суду РФ штраф 30 000 рублів, через відмови виконувати вимогу про знесення храму на честь Пречистого образу Божої Матері «Неопалима Купина» у Євпаторії. У Грудні 2020 року штраф зріс до 50 тис. рублів. 2 грудня 2020 предстоятель Православної Церкви України Блаженнійший Митрополит Епіфаній під час онлайн-зустрічі Всеукраїнської Ради Церков і релігійних організацій з послами країн «Великої сімки» закликав посилити санкції проти РФ через утиски вірян ПЦУ в Криму.
Після 7 років від початку російсько-української війни у січні 2021 року парафія ПЦУ села Осовини відновила богослужіння на свято Хрещення Господнє.
15 березня 2021 року окупаційна влада РФ в Криму вручила постанову про знесення храму ПЦУ в Євпаторії. У ПЦУ відповіли, що не зноситимуть храм.

8 серпня 2021 року представники російських «силових структур» окупаційної влади під час богослужіння увірвалися до приміщення чоловічого монастиря Святого Димитрія Солунського ПЦУ в селі Балки Білогірського району АР Крим. За даними ЗМІ ці незаконні дії здійснили слідчі російського «Центру протидії екстремізму» м. Сімферополя, керівником яких є майор Горєванов Володимир Вікторович.
в 2023 році було фізично знищено храм ПЦУ в Сімферополі, а в 2024 році в Євпаторії.

## Парафії
Станом на 2023 рік Православна церква України налічує понад 8000 парафій. Оскільки, згідно з Томосом про автокефалію ПЦУ та Статутом ПЦУ, українські парафії поза межами України повинні окормлятися кліриками Вселенського патріархату, розпочався процес переходу перших громад у підпорядкування Константинополя. Митрополит Київський Епіфаній розповів, що готує відпускні грамоти для священників, які готові до зміни юрисдикції, а також запевнив, що не йдеться про механічне відокремлення від ПЦУ закордонних парафій.
Для опіки грецьких православних парафій в Україні митрополит Епіфаній висвятив у сан єпископа Ольвійського грецького архімандрита Епіфанія (Дімітріу).
Для опіки румунських православних парафій в Україні, було створено Православний румунський вікаріат.

### Перехід церковних громад до ПЦУ
За період від Об'єднавчого собору до вручення томосу про автокефалію, тобто від середини грудня 2018 року до січня 2019, про перехід до ПЦУ оголосило близько ста церковних громад УПЦ (МП). Станом на червень 2019 року кількість парафій УПЦ (МП), які прийняли рішення приєднатися до ПЦУ, збільшилося до понад півтисячі. Також разом зі своїми священниками до Харківської єпархії ПЦУ перейшли дві громади Харківсько-Полтавської єпархії УАПЦ (оновленої).
У засобах масової інформації повідомлялося, що група вірних парафії Стрітення Господнього УГКЦ у Львові, після її ліквідації в лютому 2019 року, проголосувала за приєднання до ПЦУ. Однак уже наступного дня після голосування, 4 березня, ПЦУ офіційно заперечила інформацію про приєднання цієї групи вірних, оскільки такого рішення не ухвалювала. Керівник інформаційного управління ПЦУ Євстратій (Зоря) зазначив, що, попри бажання окремих вірних цієї групи, це неможливо з огляду на взаємодію Православної церкви з УГКЦ та РКЦ.
З 15 грудня 2018 року — 1184 релігійних громад (та монастирів) зробили заяви про перехід з УПЦ (МП) до ПЦУ (станом на 7 січня 2023 року).
У квітні 2021 року предстоятель ПЦУ митрополит Епіфаній зазначив у інтерв'ю українським ЗМІ, що всі православні церкви в Україні належать ПЦУ, оскільки Московський патріархат свого часу анексував їх у 17 ст.
За словами митрополита Епіфанія, після початку російського вторгнення в Україну (2022) з УПЦ (МП) до ПЦУ перейшли близько 700 парафій. За його словами, за останні чотири роки до ПЦУ приєдналися 1,5 тисячі релігійних громад.

## Освіта
30 червня — 14 липня 2019 року у Волоській академії богословських студій (Греція), одному з флагманів сучасної православної освіти, було проведено літню школу для духовенства і мирян-богословів Православної Церкви Україні. Студенти і викладачі богословських шкіл України за сприяння авторитетних богословів з різних Помісних Православних Церков вивчали богослов'я у Греції та були прийняті Вселенським Патріархом. Подібні богословські події будуть регулярними і стануть серйозним поштовхом для інтеграції духовної освіти України в освітній простір вселенської Православної Церкви.

### Навчальні заклади
- Київська православна богословська академія (Київ)
- Львівська православна богословська академія (Львів)
- Волинська православна богословська академія (Луцьк)
- Ужгородська українська богословська академія (Ужгород)
- Івано-Франківський богословський інститут (Івано-Франківськ)
- Рівненська духовна семінарія (Рівне)
- Дніпровська духовна семінарія (Дніпро)
- Тернопільська духовна семінарія (Теребовля)
- Львівська духовна семінарія (Львів)
- Богословське відділення КПБА при ЧНУ ім. Федьковича (Чернівці)

## Паломництво
На засіданні Синоду 22 листопада 2021 року було ухвалене рішення щодо створення паломницького центру.
Голова центру — ієрей Роман Когут, клірик Київської єпархії.
27 квітня 2023 року, група українських паломників на чолі з єпископом Чернігівським і Ніжинським (ПЦУ) Антонієм відвідала делегацію монастиря Есфігмен.

## Нагороди
На засіданні священного Синоду ПЦУ 4 лютого 2020 року були затверджені нагороди Православної церкви України для єпископату, кліру й мирян. Нагородження ними здійснює Предстоятель Православної Церкви України за власною ініціативою чи за поданням, про що видається відповідний документ.
Положення про нагороди в Українській Православній Церкві (Православній Церкві України) було затверджене Постановою Священного Синоду № 18 від 22 листопада 2021 р.
Нагороди в Православній Церкві України розподіляються на:
- ієрархічні та богослужбові — возведення в сан, надання права носити предмети літургійно-богослужбового облачення;
- заохочувальні відзнаки — ордени, медалі, пам'ятні та ювілейні відзнаки, Благословенні грамоти.

### Загальноцерковні заохочувальні відзнаки
Загальноцерковними заохочувальними відзнаками в Православній Церкві України є: ордени; медалі; особливі відзнаки Предстоятеля Православної Церкви України, які встановлюються з певної нагоди; благословенні грамоти.
- Хрест Православної Церкви України;
- Орден святого рівноапостольного князя Володимира (трьох ступенів);
- Орден Архистратига Михаїла (двох ступенів);
- Орден святителя Миколая;
- Орден святого великомученика Юрія Переможця;
- Орден святої рівноапостольної княгині Ольги;
- Медаль Архистратига Михаїла;
- Медаль святого великомученика Юрія Переможця;
- Медаль «За жертовність і любов до України»;
- Медаль «Хрест Свободи»;[181]
- Відзнака святого великомученика і цілителя Пантелеймона.

## Реформа церкви
Православна церква України планує запровадити низку нових правил в церквах. Зокрема, серед новацій, які наразі обговорюються єпископами, є дозвіл входу до церков для жінок з непокритою головою, встановлення лавок для сидіння у церквах, а також дозвіл на відспівування вірян католицького віросповідання.
Певні новації запроваджуються і в церковній музиці. Для прикладу, під час святкування Великодня 2019 року в Михайлівському Золотоверхому соборі лунав передзвін, що його написали та виконали студенти Київської православної богословської академії.
20 травня 2019 року митрополит Черкаський і Чигиринський ПЦУ Іоан (Яременко) повідомив, що в Православній церкві України запроваджується членство «за заявницьким принципом». У кожній парафії існуватиме відкритий реєстр її членів, які активно залучені у релігійно-просвітницькій, фінансово-господарській та благодійницькій діяльності громади.

### Календар
Коментуючи можливі зміни у церковному календарі, митрополит Епіфаній неодноразово наголошував, що вони повинні відбуватися поступово, внаслідок просвітницької роботи й відповідних змін у поглядах суспільства. Реагуючи на рішення митрополита Луцького і Волинського Михаїла (з такою ж ініціативою виступали й деякі інші архієреї) про відзначення Різдва двічі, 25 грудня й 7 січня, Священний синод ПЦУ констатував, що «в умовах, коли такої єдиної думки серед Помісних Православних Церков немає, коли частина православних в Україні перебуває під впливом Московського Патріархату, а також беручи до уваги досвід виникнення „старокалендарних схизм“ у інших Помісних Церквах…, непродумане та поспішне впровадження зараз календарної реформи в Православній Церкві України може привести до закріплення існуючих розділень та виникнення нових». Проте Синод ПЦУ дозволив звершувати 25 грудня з благословення правлячого архієрея молебень з акафістом Різдву Христовому й виконання колядок.
У грудні 2021 року митрополит Епіфаній висловив сподівання, що протягом наступних 10 років більшість українців зможуть перейти на святкування Різдва 25 грудня.
Також митрополит Епіфаній наголосив, що особисто підтримує перехід святкування Різдва за новоюліанським календарем, за яким святкує 9 з 15 автокефальних православних церков, але цей процес має відбуватися поступово. Він зазначив, що українців «уже намагаються розділити і за мовою, і за віросповіданням».
18 жовтня 2022 року Православна церква України дозволила єпархіям проводити богослужіння на Різдво Христове за новоюліанським календарем, тобто 25 грудня. Там, де для цього існують пастирські обставини та засвідчується бажання вірних, як виключення дозволити за рішенням настоятеля та громади 25 грудня 2022 року звершити богослужіння з подальшим поданням через єпархіальні управління до Київської митрополії письмової інформації про число учасників богослужінь. У разі звершення богослужіння його учасники в цей день звільняються від обмежень посту.
24 грудня 2022 року верховний архієпископ Святослав під час авдієнції передав митрополиту Епіфанію для ознайомлення листа з викладом міркувань ієрархів УГКЦ щодо календарної реформи. Предстоятелі вирішили створити спільну робочу групу щодо конкретних пропозицій календарної реформи. Спільну групу ініціюють з нагоди святкування 1700-річчя Першого Вселенського Собору, що відбувся у Нікеї у 325 році. На цьому Соборі, зокрема, визначено календарні принципи церковного життя. 25 грудня 2022 року митрополит Епіфаній повідомив, що на найближчому засіданні Синоду ПЦУ вивчить набутий досвід відправлення Різдвяних літургій 25 грудня 2022 року за новим стилем — як позитивний, так і негативний. І надалі щодо подальших кроків у календарній реформі ПЦУ визначатиметься виключно собором.
6 січня 2023 року митрополит Епіфаній повідомив, що ПЦУ вже стала на шлях реформи церковного календаря і буде робити все задля того, щоб втілити її протягом 2023 року в життя.
2 лютого 2023 року Священний Синод ПЦУ дозволив та затвердив порядок благословення парафіям та монастирям на повне використання новоюліанського календаря, а 24 травня 2023 року провести засідання Архієрейського собору, де буде винесено питання календарної реформи.
24 травня 2023 року Архієрейський собор у Трапезному соборі Києво-Печерської лаври ухвалив рішення про перехід з 1 вересня на новоюліанський календар. Остаточне рішення затвердив Помісний собор 27 липня 2023 року.

### Місцеві свята
17 липня 2024 року Священний Синод ПЦУ вирішив внести до офіційного Церковного календаря ПЦУ зміни згідно з пропозиціями синодальної Календарної комісії. Зокрема, до нього включили дні пам’яті особливо шанованих святих, прославлених іншими помісними Православними Церквами, а також тих, які звершували своє служіння в Україні. При цьому виключили з календаря низку днів пам’яті, які мають місцеве значення лише для Російської Православної Церкви.

### 10 тез
Напередодні інтронізації Митрополита Епіфанія, ініціативна група священства та мирян ПЦУ оприлюднила документ із десятьма пропозиціями порядку денного для новоствореної автокефальної Церкви, який би допоміг їй краще провадити своє покликання в обставинах сьогодення. Серед них є заклики до встановлення справжньої соборності, оновлення парафіяльного життя, більше залучення вірян у справи Церкви, якісного перекладу богослужбових текстів, «нової євангелізації», відмови від старої парадигми церковно-державних стосунків, посилення прозорості й підзвітності, соціального служіння Церкви, реформи церковної освіти, діалогічності й відкритості.

### Богослужбові практики
Клірики ПЦУ залучені до роботи Українського літургійного товариства, що працює над удосконаленням українськомовних перекладів богослужбових текстів, розробкою молитовної, богослужбової й богословської термінології. Однією з наразі невирішених проблем, як вважає В. Хромець, є неузгодженість чинних нині перекладів із першоджерелами (зокрема, грецькими). На православну літургійну традицію й богослужбову літературу в Україні вплинуло й тривале перебування під юрисдикцією Московського патріархату.
Одним із кроків до повернення давніх літургійних традицій стало рішення синоду ПЦУ, згідно з яким необхідно «неодмінно виголошувати ектенію за оголошених на парафіях, де є оголошені — ті, хто готуються до прийняття Хрещення та проходять катехезу», і дозволено опускати її там, де оголошені відсутні. Відновлено й традиційне послідування епіклези, тобто «прикликання благодаті Духа Святого на предложені Дари», згідно з практикою, що існувала в православній церкві України до XVI століття.

## Видання
28 липня 2019 року вийшов друком перший номер газети «Моя Церква», офіційного видання Київської Митрополії Православної Церкви України, заснованого 16 липня 2019 року. Розповсюджується також у електронному вигляді. У вересні 2021 року запустили власний мобільний застосунок «Моя церква», в якому можна знайти найближчий храм і перелік молитов, а також почитати церковні новини.
Наприкінці вересня 2019 року з'явилося ще одне офіційне друковане видання — Український церковний вісник «Помісна Церква».

## Благодійність. Громадянська й міжконфесійна активність
10 жовтня 2019 року предстоятелем було засновано благодійний фонд — «Митрополичий Фонд Православної Церкви України» щоби скоординувати і систематизувати співпрацю з меценатами, а також втілюючи в життя бачення церкви, як відкритої. Фонд щороку звітуватиме про свою роботу та проходитиме перевірку однією із провідних аудиторських компаній світу.
За сприяння Держдепу фонд реалізовуватиме низку соціальних проєктів, зокрема тих, що стосуються реінтеграції Донбасу.
Починаючи з лютого 2019 року, бере участь у засіданнях Всеукраїнської ради церков і релігійних організацій.
У червні 2019 року делегація ПЦУ разом із представниками Православних Церков Греції, Александрії, Кіпру, Грузії, Румунії, Болгарії, Америки, Фінляндії, Естонії, УПЦ в Канаді й Коптської Церкви взяла участь у III екологічному саміті Халкі, що його організував Константинопольський Патріархат за сприяння Свято-Володимирської православної богословської семінарії в Нью-Йорку й семінарії Святого Хреста в Бостоні. На ньому представники ПЦУ презентували проєкт відновлення річки Почайни.
Від червня 2023 року бере участь у Конференції Європейських Церков (КЄЦ).

## Визнання ПЦУ
| Церква                                                   | Офіційне визнання ПЦУ | Перше співслужіння з ієрархами ПЦУ або поминання в диптиху її предстоятеля |
| -------------------------------------------------------- | --------------------- | -------------------------------------------------------------------------- |
| Константинопольська православна церква                   | 6 січня 2019          | 5 січня 2019                                                               |
| Александрійська православна церква                       | 8 листопада 2019      | 11 вересня 2019                                                            |
| Антіохійська православна церква                          | —                     | —                                                                          |
| Єрусалимська православна церква                          | —                     | 3 вересня 2023                                                             |
| Російська православна церква                             | —                     | —                                                                          |
| Сербська православна церква                              | —                     | —                                                                          |
| Румунська православна церква                             | —                     | 25 жовтня 2021, 24 вересня 2023                                            |
| Болгарська православна церква                            | —                     | 27 листопада 2019, 26 грудня 2021, 19 травня 2024                          |
| Грузинська православна церква                            | —                     | —                                                                          |
| Кіпрська православна церква                              | 24 жовтня 2020        | 30 листопада 2019                                                          |
| Елладська православна церква                             | 12 жовтня 2019        | 26 липня 2019                                                              |
| Польська православна церква                              | —                     | —                                                                          |
| Албанська православна церква                             | —                     | —                                                                          |
| Православна церква Чеських земель і Словаччини           | —                     | 20 листопада 2019                                                          |
| Македонська православна церква — Охридська архієпископія | —                     | —                                                                          |

#### Православні церкви, які визнали ПЦУ
- Вселенський патріархат вніс Православну церкву України до диптиху помісних православних церков. В оновленому переліку, у розділі «Нові патріархати — Автокефальні церкви» після Церкви Чехії і Словаччини, записано: «Церква України» (англ. Church of Ukraine; грец. Ἐκκλησία τῆς Οὐκρανίας).[11][222]
- Наприкінці серпня 2019 року Священний Синод Церкви Греції визнав канонічним право Вселенського патріарха надавати автокефалії так само як і привілей предстоятеля Елладської церкви — Ієроніма ІІ — надалі займатися питанням визнання Православної Церкви України.[223][224][225] 12 жовтня 2019 року відбулася позачергова сесія архієрейського собору, яка була повністю присвячена українському питанню.[226] За її підсумками Собор Православної Церкви Греції визнав автокефалію ПЦУ.[227][228][229][230][231][232] 28 жовтня 2019 року предстоятелю ПЦУ Епіфанію надійшов лист від Священного Синоду Православної Церкви Греції за підписом Архиєпископа Афінського і всієї Еллади Єроніма ІІ щодо відсутності перепон для спілкування.[233][234]
- 11–12 вересня 2019 року в селі Осса[mk] поблизу Салонік, у храмі були відправлені Всенічне бдіння та Божественна літургія. У богослужінні, окрім ієрархів Православних церков Константинополя, Греції й України (єпископ Володимир (Шлапак)), взяв участь ієрарх Православної церкви Александрії — єпископ Мозамбіцький Хризостом. Ця Божественна літургія дуже важлива, адже участю в ній архієрея з Південної Африки засвідчено євхаристійну єдність, а отже, і фактичне визнання Православної Церкви України ще однією Помісною Церквою — Патріархатом Александрії.[235][236][237] 8 листопада 2019 року Патріархат Александрії, який займає друге місце у диптиху православних церков світу, першим зі старих патріархатів пентархії окрім Вселенського офіційно визнав автокефальну Православну церкву України — патріарх Теодор ІІ пом'янув митрополита Київського Епіфанія.[238][239] Також Головний Секретаріат Патріархату Александрії й усієї Африки поширив офіційне повідомлення, де сповіщається про визнання Патріаршого і Синодального Томоса Вселенського Патріархату про автокефалію Української Церкви та включення імені Предстоятеля Православної Церкви України Блаженнійшого Митрополита Київського і всієї України Епіфанія до Диптиху для поминання.[240][241]
- У 2019 році Кіпрський предстоятель Хризостом під час зібрання так званого малого Синаксу у складі предстоятелів чотирьох найдавніших грецьких церков (Антіохія, Александрія, Єрусалим та Кіпр) оголосив себе модератором процесу обговорення шляхів вирішення проблеми міжправославної кризи через надання Вселенським патріархом автокефалії Українській церкві.[242][243][244][245] Для цього Хризостом має поїхати до Болгарії, Сербії та Греції.[245] 18 лютого 2019 року відбулося позачергове засідання Священного Синоду Кіпрської православної церкви, на якому Синод засудив агресивні дії РПЦ та підтримав надання автокефалії ПЦУ. 30 листопада 2019 року ієрарх Православної церкви Кіпру, митрополит Константський та проедр Амохостосу Василій (Караянніс)[pl] (представник архиєпископа Нової Юстиніани і всього Кіпру Хризостома II) співслужив з архиєпископом ПЦУ Євстратієм (Зорею) на патріаршій літургії в Константинополі в день Андрія Первозваного (за новоюліанським календарем).[246] Православна церква Кіпру визнала Православну церкву України — її керівник архиєпископ Кіпру Хризостом II 24 жовтня 2020 року пом'янув предстоятеля Православної церкви України Епіфанія під час літургії при рукоположенні нового єпископа Арсінойського Панкратія.[247] 25 листопада 2020 року Синод Кіпрської Православної Церкви вирішив не виступати проти рішення Хризостома ІІ про визнання Православної Церкви України. «У той же час, Священний Синод очікує широкого обговорення із загальною участю для подолання нинішньої кризи, яка загрожує розколом Церкви Христової».[220][248] Синод Кіпрської православної церкви на позачерговому засіданні 23-25 листопада підтримав рішення архиєпископа Кіпрського Хризостома щодо визнання автокефалії Православної Церкви України.[249]

#### Православні церкви, що остаточно не визначилися щодо ПЦУ
- У лютому 2019 року Православна церква Румунії на засіданні Синоду висунула Православній церкві України вимоги, зокрема гарантії служіння румунською мовою для румунів Західної України.[250] У кінці липня 2019 року «Беручи до уваги пастирські потреби румуномовних православних громад в Україні, за зразком організації церковного життя парафій Румунської православної церкви з переважаючим числом етнічних українців» у Синоді ПЦУ створений Православний Румунський вікаріат Православної Церкви України. Зазначається, що вікаріат підпорядкований безпосередньо предстоятелю Православної церкви України і є особливою адміністративною структурою з правами самоуправління у складі ПЦУ.[251] 28 липня 2019 року Митрополит Епіфаній розповів, що Православна церква Румунії тимчасово призупинила процес визнання ПЦУ через «внутрішні питання» всередині ПЦУ. «Ми більш інтенсивно вели переговори з румунською церквою перед Пасхою. Але напевне, що в зв'язку з певними нашими внутрішніми питаннями, питання визнання було призупинено. Зараз ми продовжимо діалог і віримо, що Румунська церква обов'язково продовжить діалог і долучиться до визнання нашого автокефального статусу», — зазначив тоді предстоятель ПЦУ.[252][253] У лютому 2020 року Православна церква Румунії на засіданні Синоду висунула Православній церкві України нові вимоги, зокрема вона виступила за консенсус між Вселенським та Московським патріархатами у питанні української церкви.[254][255] У липні 2020 року Румунська Церква затвердила організацію українського вікаріату[256]. 30 серпня 2020 року Тимчасовий повірений у справах України в Румунії Паун Роговей, на запрошення Союзу українців Румунії, взяв участь в урочистостях з нагоди освячення архиєпископом Тімішоари та митрополитом Банату Іоаном новозбудованої українською громадою церкви Українського православного вікаріату Румунської Православної Церкви у Тімішоарі. Крім того, пан Роговей обговорив питання визнання ПЦУ.[257]
- У січні 2019 року у Болгарії визнання Православної церкви України спричинило конфлікт серед єпископів Православної церкви Болгарії, оскільки під час голосування синоду з українського питання 8 голосів на чолі з місцевим патріархом було «за» і 7 «проти» визнання ПЦУ.[258][259] 27 листопада 2019 року в храмі св. Афанасія і свв. Акакія і Дамаскина Студита в Лангаді митрополит Пловдивський Миколай очолив богослужіння у співслужінні з митрополитом Філіппи, Неаполя і Тасоса Стефаном, єпископом Андріанопольським, ігуменом Рильського монастиря і місцевим митрополитом Ланкадським, Літійським і Рентининським Іоаном. Попри те, що літургію очолював гість, диякон зачитав місцевий диптих, до якого внесений і митрополит Київський Епіфаній.[260] Митрополит Старозагорський Болгарського патріархату Кіпріан 26 грудня 2021 співслужив митрополиту Халкідонському Еммануїлу на літургії, в якій як предстоятель Православної церкви України згадувався Митрополит Київський Епіфаній.[261][262] 19 травня 2024 у Константинополі, архієреї Вселенського патріархату, Болгарського патріархату та Церкви України співслужили в храмі «Живоносне джерело».[263][264][265]
- На початку січня 2019 року Православна церква Грузії заявила, що оприлюднить рішення визнання ПЦУ після того, як синод ознайомиться з текстом томосу; загалом 10 єпископів відкрито визнали ПЦУ[266][267].
- 20 листопада 2019 року, напередодні дня пам'яті святого Архистратига Михаїла у Свято-Михайлівському Золотоверхому соборі під час літургії Епіфанію співслужив єпископ Православної церкви Чеських земель і Словаччини Шумперкський Ісая (вікарій Оломоуцько-Брненської єпархії).[268] Жодних санкцій з боку Синоду цієї Церкви щодо єпископа Ісаї не було.[269]
- 9 травня 2018 року Собор єпископів Польської православної церкви у рішенні на адресу митрополита Онуфрія, патріархів Варфоломія та Кирила зазначив, що «статус автокефалії може бути визнаний тільки за одною Церквою, що існує у державі. В Україні є кілька схизматичних церковних груп, які передусім мають принести покаяння, щоб повернутися до канонічної Церкви. Лише тоді можна говорити про визнання автокефалії»[270]. 15 листопада 2018 року архієрейський собор Польської православної церкви заборонив «священикам Польської автокефальної православної церкви вступати в літургійні та молитовні контакти з „духовенством“ так званого Київського Патріархату і так званої» Автокефальної православної церкви"[271]. На початку квітня 2019 року стало відомо, що Собор Православної церкви Польщі розглядав українське питання: Синод заявив, що у теорії церква підтримує отримання Українською православною церквою автокефалії, проте вважає, що вона повинна бути надана відповідно до догматично-канонічних норм стосовно цілої Церкви, а «не групи розкольників»[272][273][274]. Проте рішення Синоду не роз'яснює, яку зі сторін вона вважає розкольниками, а тому це рішення є неоднозначним[275].
- На початку березня 2019 року на сайтах Православної церкви Росії з'явилася інформація,[276] нібито 7 березня 2019 року Синод Православної автокефальної церкви Албанії не визнав нову Православну церкву України[277][278][279][280]. Згодом у березні 2019 року цю інформацію спростували, оскільки предстоятель Православної церкви Албанії у своєму листі предстоятелю Православної церкви Константинополя не зробив остаточних висновків щодо визнання чи невизнання ПЦУ і лише обговорював питання, пов'язані з новою церковною структурою[281].
- Отримавши власне початкове визнання в травні 2022 року синод Охридської архієпархії розпочав у березні 2024 року створення комісії, яка займатиметься українським церковним питанням. Також планують розв'язати «проблему» її назви стосовно грекомовних Церков.[282][283]

#### Православні церкви, що не визнали ПЦУ
- 28 грудня 2018 року стало відомо, що Синод Православної церкви Росії не визнав Православної церкви України, а також ухвалив звернутися до інших помісних православних церков із закликом не визнавати ПЦУ[20][21]. Крім того, закордонні автономії Московського патріархату в унісон з материнською церквою також висловилися про невизнання ПЦУ, зокрема РПЦ в Україні — 17 грудня 2018 року[22][23], РПЦ в Білорусі — 21 грудня 2018 року[24], РПЦ в Америці — 28 січня 2019 року[25] тощо.
- 13 березня 2019 року стало відомо, що Синод Православної церкви Сербії не визнав Православної церкви України[284][285][286].

## Міжцерковний діалог з УГКЦ
Українська греко-католицька церква прагне встановлення «двостороннього діалогу» з Православною церквою України.

## Статистика
Згідно з дослідженням, проведеним у січні 2019 року трьома соціологічними компаніями (SOCIS, КМІС, Центр Разумкова), 70,7 % українців назвали себе православними. Серед них більшість (43,9 %) ідентифікувала себе з Православною церквою України. Не зараховували себе до певної юрисдикції 38,4 % православних, а про вірність УПЦ (МП) заявили 15,2 % православних українців.
Станом на травень 2019 року 79 % відсотків українців вважали себе православними, при цьому найбільше (49 % опитаних) вважали себе вірянами Православної церкви України. До УПЦ (МП) зараховували себе 16 % українців, а 14 % православних українців не визначилися з конкретною юрисдикцією.
Згідно з опитуванням Українського інституту соціальних досліджень імені Олександра Яременка (січень 2020 року) парафіянами ПЦУ вважають себе 38,6 % українців, вірянами ж УПЦ (МП) назвалися 20,7 % опитаних.
З 15 по 27 лютого 2020 року Київський міжнародний інститут соціології проводив всеукраїнське опитування громадської думки; згідно з його результатами, до ПЦУ позитивно ставляться 60,6 % українців, негативно — 5,4 %, а до її предстоятеля позитивно ставляться 38,4 %, негативно — 5,7 %.
Станом на кінець 2019 року ПЦУ складалась із 44 єпархій, які об'єднують понад сім тисяч парафій. У них служать понад 4,5 тисячі кліриків, зокрема 62 архієреї. До ПЦУ належать 77 чоловічих і жіночих монастирів, 10 закладів вищої духовної освіти (в яких навчається 1101 студент).
Згідно з опитуваннями, в січні 2023 року 69 % українців вважали себе православними, 41 % із них належали до ПЦУ, 4 % — до РПЦвУ, 24 % не належали до жодного патріархату.

### За регіонами
Розподіл за статистикою на початок 2019 року (без колишніх громад УПЦ (МП))
| Адміністративно-територіальна одиниця | Громади | Громади | Разом | 2021      | 2021  | 2024      | 2024  |
| Адміністративно-територіальна одиниця | УПЦ КП  | УАПЦ    | Разом | Кількість | %     | Кількість | %     |
| ------------------------------------- | ------- | ------- | ----- | --------- | ----- | --------- | ----- |
| Вінницька область                     | 306     | 46      | 352   | 422       | 18,81 | 560       | 25,40 |
| Волинська область                     | 405     | 17      | 422   | 539       | 32,03 | 612       | 37,29 |
| Дніпропетровська область              | 202     | 11      | 213   | 224       | 14,55 | 235       | 15,71 |
| Донецька область                      | 104     | 3       | 107   | 119       | 6,34  | 116       | 6,43  |
| Житомирська область                   | 244     | 34      | 278   | 329       | 20,28 | 391       | 24,32 |
| Закарпатська область                  | 54      | 24      | 78    | 100       | 4,97  | 99        | 5,63  |
| Запорізька область                    | 127     | 8       | 135   | 131       | 11,47 | 60        | 13,04 |
| Івано-Франківська область             | 324     | 139     | 463   | 487       | 33,77 | 481       | 35,32 |
| Київська область                      | 452     | 29      | 481   | 493       | 25,76 | 754       | 39,27 |
| Кіровоградська область                | 99      | 15      | 114   | 123       | 16,51 | 143       | 19,25 |
| Луганська область                     | 33      | 0       | 33    | 39        | 4,49  | 36        | 4,29  |
| Львівська область                     | 531     | 380     | 911   | 934       | 28,42 | 950       | 30,09 |
| Миколаївська область                  | 148     | 9       | 157   | 159       | 19,70 | 157       | 21,07 |
| Одеська область                       | 127     | 10      | 137   | 144       | 10,37 | 146       | 11,02 |
| Полтавська область                    | 210     | 22      | 232   | 243       | 20,35 | 267       | 22,48 |
| Рівненська область                    | 355     | 23      | 378   | 443       | 27,08 | 500       | 31,15 |
| Сумська область                       | 93      | 0       | 93    | 97        | 17,80 | 122       | 17,66 |
| Тернопільська область                 | 405     | 157     | 562   | 608       | 32,99 | 603       | 33,86 |
| Харківська область                    | 82      | 18      | 100   | 80        | 7,67  | 76        | 9,22  |
| Херсонська область                    | 95      | 44      | 139   | 153       | 15,45 | 93        | 25,83 |
| Хмельницька область                   | 270     | 74      | 344   | 401       | 19,37 | 658       | 34,24 |
| Черкаська область                     | 245     | 67      | 312   | 321       | 22,17 | 414       | 28,67 |
| Чернівецька область                   | 177     | 9       | 186   | 218       | 15,79 | 226       | 16,83 |
| Чернігівська область                  | 140     | 0       | 140   | 156       | 15,35 | 185       | 19,41 |
| місто Київ                            | 135     | 32      | 167   | 225       | 17,12 | 191       | 19,20 |
| місто Севастополь*                    | 2       | 1       | 3     | 3         |       | 3         |       |
| АР Крим*                              | 39      | 9       | 48    | 48        |       | 48        |       |
| Разом                                 | 5363    | 1171    | 6534  | 7239      | 19,40 | 8126      | 23,63 |
| * — станом на 01.01.2013              |         |         |       |           |       |           |       |

## Зауваження
1. ↑  за повідомленнями архієреїв ПЦУ, якщо громада висловить бажання вести службу не українською, а іншою мовою, як-от церковнослов'янською, румунською[1], грецькою[2] тощо, то зі згоди митрополита ПЦУ цим громадам таке право може бути надане[3]
2. ↑  Пасхалія, тобто рухомі свята, визначаються за юліанським календарем[5]
3. ↑  за бажанням парафій[4]
4. ↑  47 єпархіальних архієреїв, 8 вікарних, 3 титулярні, 2 на спокої
5. ↑  Назва, затверджена в Статуті ПЦУ — Православна церква України. Юридична/офіційна назва релігійної організації з якою церква зареєстрована в Мінюсті — Київська митрополія Української православної церкви (Православної церкви України).[8][9]
6. ↑  приблизно на момент об'єднання за попередньою статистикою УПЦ КП+УАПЦ